# Halcampa octocirrata
Halcampa octocirrata är en havsanemonart som beskrevs av Oscar Henrik Carlgren 1927. Halcampa octocirrata ingår i släktet Halcampa och familjen Halcampidae. Inga underarter finns listade i Catalogue of Life.